# Daniel Svensson (Fußballspieler)
Daniel Jonathan Svensson (* 12. Februar 2002 in Stockholm) ist ein schwedischer Fußballspieler. Er ist auf der linken Seite defensiv wie offensiv sowie im zentralen Mittelfeld einsetzbar und steht bei Borussia Dortmund unter Vertrag. Darüber hinaus ist Svensson A-Nationalspieler.

## Karriere

### Anfänge in Schweden
Svensson wechselte, nachdem er für den Skiljebo SK sowie Irsta IF aktiv gewesen war, mit 12 Jahren zum Stockholmer Stadtteilklub IF Brommapojkarna. Hier war er einer von über 4.000 aktiven Spielern, was den Verein zum größten Fußballverein Europas machte. Sechs Jahre war er für Brommapojkarna aktiv und debütierte auch bereits für die erste Herrenmannschaft, ehe ihn der FC Nordsjælland aus dem Nachbarland Dänemark verpflichtete.

### Wechsel nach Dänemark
Allein zog Svensson nach Farum, einem Ort nahe der Hauptstadt Kopenhagen, und wohnte zunächst in einem Hotel. Bei den Dänen, die, anders als Svenssons alter Verein, nicht in der 3. sondern in der 1. Liga spielten, war dieser zunächst bis in den Herbst hinein achtmal für die A-Junioren am Ball. Er war sofort Stammspieler und gewann mit seiner Mannschaft sechs der acht Spiele. Anschließend lief er nach einer Einwechslung gegen den Aalborg BK auf und bereitete die 1:0-Führung (Endstand 1:1) vor.
Rasch konnte sich Svensson in der ersten Mannschaft beweisen und wurde auch hier Stammkraft. In den folgenden Jahren etablierte sich der Schwede zusehends im Team und spielte mit diesem mal in der Abstiegs- und mal in der Meisterrunde der Superliga. Zweimal wurde das Pokalfinale erreicht, einmal wurde Nordsjælland Vizemeister.
Seine bis dahin statistisch beste Saison absolvierte Svensson 2023/24. Hier gelangen ihm vier Tore und 12 Vorlagen, wobei er beim 7:2 gegen Aarhus GF allein an drei Treffern direkt beteiligt war. Auffällig war auch, dass er verletzungsfrei an jeder Partie aktiv mitwirken konnte. Nach Erfolgen mit der Mannschaft gegen den FCSB Bukarest und Partizan Belgrad gelang im Sommer 2023 die Qualifikation für die UEFA Conference League, womit Svenssons erste Europapokalspiele folgten.
In der Gruppenphase des Wettbewerbs gelang es den Dänen unter anderem, den 13-fachen bulgarischen Meister Ludogorez Rasgrad mit 6:1 sowie den türkischen Rekordmeister Fenerbahçe mit 7:1 zu besiegen. Als zentraler Mittelfeldspieler war der Schwede in beiden Partien an je einem Tor beteiligt. Trotz allem wurde Nordsjælland hinter diesen beiden Teams nur Dritter und schied aus dem Turnier aus.
In der Saison 2024/25 gelang es Svensson, der nun fest auf die Linksverteidigerposition wechselte, bis zur Winterpause keine Spielminute zu verpassen. Jeppe Tverskov, ein erfahrener Mitspieler Svenssons beim FC Nordsjælland, sagte über diesen: „Er ist eine Maschine. Er hat einen guten Körper und kann viel aushalten. Während der Zeit, in der wir fast jeden dritten Tag spielten, absolvierten viele Spieler viele Minuten. Der einzige Unterschied bestand darin, dass er in jeder einzelnen Partie 13 Kilometer in sich hatte. Er hat einfach extrem viele Meter in sich, sehr beeindruckend.“ Zu diesem Zeitpunkt war der Verein im Pokalachtelfinale im Elfmeterschießen am Viertligisten Brabrand IF gescheitert, wobei Svensson seinen Elfmeter verwandelt hatte, und stand in der Tabelle auf Rang 7.

### Borussia Dortmund
Zum Ende dieser Winterpause wechselte der Schwede, für den sich auch unter anderem RB Leipzig und Benfica Lissabon interessierten, Anfang Februar 2025 in die deutsche Bundesliga zu Borussia Dortmund. Svensson selbst hatte sich für diesen Wechsel entschieden und Transfers zu anderen Interessenten abgelehnt.
Svensson wurde auch aufgrund von häufigen Verletzungsengpässen in der Verteidigung verpflichtet und trat als erst zweiter Schwede im Dienste der Schwarz-Gelben nach Alexander Isak in direkte Konkurrenz mit Ramy Bensebaini. Mit dem BVB feierte er seinen Einstand in der Champions League und stand beim 3:0 in der Playoffrunde gegen Sporting Lissabon über die volle Spielzeit auf dem Feld. Letztendlich scheiterte er mit dem BVB im Viertelfinale am späteren spanischen Meister FC Barcelona.
In der Bundesliga erzielte Svensson am 30. Spieltag gegen Borussia Mönchengladbach in der 4. Nachspielzeitminute der 1. Halbzeit ein Kopfballtor zum zwischenzeitlichen 3:1. Es war sein erstes Tor für Borussia Dortmund. Bis zum Saisonende folgten noch drei Assists für den Schweden, der nun Stammspieler war und links in einem Vierermittelfeld eine Position nach vorn gerückt war. Nach seinem 15. Pflichtspieleinsatz wurde Svensson Mitte Mai 2025 aufgrund einer im Leihvertrag enthaltenen Kaufoption fest verpflichtet und mit einem Vertrag bis zum 30. Juni 2029 ausgestattet. Mit dem BVB blieb er ab dem 27. Spieltag ungeschlagen und erreichte mit ihm noch die Champions-League-Gruppenphase, nachdem der Verein zeitweise bis auf Platz 11 abgerutscht war.

### Nationalmannschaft
Nach Einsätzen für fünf verschiedene Nachwuchsnationalmannschaften debütierte Svensson in der 89. Spielminute unter Trainer Jon Dahl Tomasson in der UEFA Nations League am 14. Oktober 2024 gegen Estland für die A-Auswahl Schwedens. Das Spiel gewann Schweden mit 3:0.

## Spielweise
Svenssons Stärken liegen in seiner hohen Passquote und seinen guten Werten in den Bereichen Zweikämpfe und abgefangene Bälle. In all diesen Disziplinen gehörte er vor seiner Leihe zu Borussia Dortmund zu den besten Spielern der dänischen Superliga. Darüber hinaus ist er auf beiden Flügeln sowie im Mittelfeld variabel einsetzbar.
Insbesondere hebt sich seine unfassbar starke Laufleistung hervor. Svensson läuft in so gut wie jedem Spiel circa 13 Kilometer. Mit diesem Wert ist er der zweitlaufstärkste Spieler des aktuellen Kaders von Borussia Dortmund. Besonders auffällig ist seine Anwesenheit im und vorm Strafraum, wenn der BVB im Angriff ist. Eingesetzt als linker Mittelfeldspieler im 3-4-1-2 unterstützt er hilfreich seine Mitspieler auf der kompletten linken Seite.
Seine Schwächen kommen hingegen zum Tragen, wenn es um Balleroberungen in der Luft oder Torabschlüsse geht.